# Dume
Dume is een plaats (freguesia) in de Portugese gemeente Braga en telt 3 081 inwoners (2001).